# Lomaspilis nigrounicolorata
Lomaspilis nigrounicolorata är en fjärilsart som beskrevs av Hover 1904. Lomaspilis nigrounicolorata ingår i släktet Lomaspilis och familjen mätare. Inga underarter finns listade i Catalogue of Life.